# Романов, Евгений Иванович
Евге́ний Ива́нович Рома́нов (7 августа 1931, Коммуна, Кировская область — 25 августа 1982, Кирово-Чепецк, Кировская область) — советский инженер-химик, организатор химического производства, директор Кирово-Чепецкого химического комбината с 1974 по 1982 годы.

## Биография
Е. И. Романов родился в 1931 году в «коммунистическом посёлке», построенном в 1928 году для коммуны «Победа» в 6 километрах от деревни Безменшур. Для коммуны было выделено 100 гектаров леса, построено 5 двухэтажных корпусов. В них же размещались столовая, магазин и школа колхозной молодёжи, детские ясли, клуб. Все животные и предметы труда принадлежали коммуне. Ныне это — починок Коммуна в Безменшурском сельском поселении Кизнерского района Удмуртии.
В 1954 году окончил Казанский химико-технологический институт им. С. М. Кирова по специальности «машины и оборудование химического завода». По распределению был направлен на работу в Кировскую область, на расположенный в рабочем посёлке Кирово-Чепецком завод 752 (приказом от 31 января 1966 года для предприятия было введено наименование «Кирово-Чепецкий химический завод»Город Кирово-Чепецк: От прошлого к будущему / Кузнецова И. А. (ред.). — Киров: О-Краткое, 2010. — С. 48. — 312 с. — 1200 экз. — ISBN 978-5-88186-926-7.).

### Начало работы наКЧХК
6 августа 1954 года приступил к работе на заводе 752 в должности инженера-конструктора производственно-конструкторского отдела (ПКО). Быстро проявил себя в качестве квалифицированного механика и конструктора и был назначен старшим инженером-конструктором, в апреле 1956 года — заместителем начальника ПКО, в 1963 году — начальником ПКО. Быстрому карьерному продвижению способствовали, с одной стороны, знание Евгением Ивановичем химии и химической технологии, с другой, смелый подход к кадровым вопросам главного инженера завода Б. П. Зверева, выдвигавшего и поддерживающего молодых инженеров. В эти годы Е. И. Романов стал фактическим руководителем революции в хлорном производстве — решения проблемы создания мощного электролизёра, — когда работа в ПКО над конструкцией электролизёра под нагрузку в 100 кА, включая выполнение своими силами полного цикла создания нового поколения оборудования — от разработки принципиальной схемы и проектирования до его изготовления — сопровождалась подготовкой реконструкции всех технологических узлов действующих производств. По проекту, законченному во второй половине 1960 года, в ремонтно-механическом цехе (РМЦ) завода был изготовлен опытный образец первой промышленной ванны на 100 кА. В начале 1964 года в РМЦ было открыто производство электролизёров Р-20. Макет электролизёра Р-20 в натуральную величину был представлен на ВДНХ, где получил золотую медаль.
В связи с назначением 29 марта 1967 года заместителя главного инженера по новой технике В. Н. Эльского на должность главного инженера (после смерти Б. П. Зверева), на занимаемую им ранее должность был назначен Евгений Иванович. Именно на него легли многочисленные задачи по созданию, освоению и пуску новых технологических линий в критически важных для страны областях химического производства.
В цехах по наработке гексафторида урана, необходимого для последующего обогащения урана, в 1973—1975 годах была внедрена новая технология по его ректификации для снижения содержания примесей фторидов различных элементов: молибдена — в 300 раз, хрома — в 25, азота и титана — в 10 раз.
В цехах хлорного производства были внедрены электролизёры новой конструкции Р-20М, при этом производительность труда выросла в 4,7 раза, себестоимость снизилась вдвое, расход электроэнергии на 15 %, ртути на 30 %, а также на треть сократилось содержание хлора и ртути в воздухе зала. Удачная конструкция Р-20М не нашла поддержки в организации её производства на каком-либо машиностроительном предприятии, но с успехом используется до настоящего времени.
В производстве фторопластов в целях увеличение объёмов их выпуска была проведена реконструкция, в ходе которой заменили сборники мономера объёмом 130 литров на 300-литровые, установили дополнительные реакторы-полимеризаторы, ввели двухстадийный процесс полимеризации. В 1969 году был внедрён пиролиз фреона-22 с водяным паром, ставший основным в производстве тетрафторэтилена. Начиная с 1974 года началось внедрение реакторов-полимеризаторов с увеличенным втрое (до 3 м³) объёмом с соответствующим увеличением массы начальной загрузки мономера.
Выпуск заводом уникального по свойствам фторопласта-4 (Ф-4) позволил применять его в условиях собственных производств, использующих высокоагрессивные среды, а затем начать выпуск изделий из него как товарной продукции. В течение 1967—1970 годов были освоены изделия из композиций фторопластов с различными наполнителями (коллоидным графитом, асбестом, стеклом), внедрены литьевые и экструзионные машины. Среди новых изделий появились лента ФУМ, каладированная лента СКЛ, крупнообъёмные сосуды, армированные шланги, манжеты из СКФ-32. Получение свободносыпучего Ф-4 позволило перейти к автоматическому способу прессования. В октябре 1970 года было завершено строительство нового корпуса для размещения производства изделий. Вторая очередь цеха была сдана в 1975 году, в ходе её освоения были разработаны и смонтированы экструзионные линии для изготовления труб диаметром 30÷190 мм длиной более 2 метров.
При реализации вышедшего в 1967 году распоряжения СМ СССР о расширении производства фторсодержащих сополимеров и каучуков, помимо строительства нового корпуса, на всех стадиях производства мономеров и фреонов была проведена замена оборудования на более производительное: внедрены реакторы объёмом 3, 5 и 6 м³, установлены производительные тарельчатые колонны ректификации фреонов-113 и 142в, освоены непрерывные процессы полимеризации фторкаучуков. В 1969—1971 годах были осуществлены работы по разработке оборудования и внедрению способов получения всех видов промышленных фреонов этилового ряда из универсального сырья — винилхлорида.

### Директор КЧХК
Новым этапом в истории предприятия стало создание завода по выпуску азотных и сложных минеральных удобрений. Строительство завода минеральных удобрений (ЗМУ) было начато в 1973 году. Многолетний директор завода Я. Ф. Терещенко в это время был тяжело болен и готовил своего преемника, которого он видел в лице Е. И. Романова. По его рекомендации Евгений Иванович был назначен заместителем директора по капитальному строительству и начальником отдела капитального строительства (ОКС), что было оправдано, поскольку с начала строительства ЗМУ поступало огромное количество проектной документации и её инженерная составляющая была неотделима от строительной. После ухода Я. Ф. Терещенко на пенсию, 27 декабря 1974 года Евгений Иванович был назначен директором предприятия, которое 3 января 1978 года было реорганизовано в Кирово-Чепецкий химический комбинат.
Вклад Е. И. Романова в строительство ЗМУ, пуск его первых цехов и досрочное освоение их проектных мощностей неоценим. Одновременно проводилась реконструкция всех действующих производств, огромное влияние Евгением Ивановичем, как генеральным заказчиком, уделялось развитию Кирово-Чепецка, в котором было развёрнуто масштабное жилищное строительство для обеспечения комфортным жильём семей десятков тысяч прибывающих на работу на новых производствах сотрудников.
После организации производств гексафторида урана на Урале и в Сибири на КЧХЗ поступило распоряжение Минсредмаша о прекращении его выпуска в Кирово-Чепецке. Производство с 1977 года было переориентировано на переработку опасных отходов, направляемых другими заводами, с выпуском тетрафторида урана в виде товарного продукта. Для каждого вида урановых отходов, имевших разный состав и структуру (называемые грильяжем прокалённые отходы, концентрат, диацетат, кальциевые соли, закись-окись) была разработана своя технология. С 1980 года начался выпуск тетрафторида урана повышенного качества, пригодного для изготовления «специзделий».
В производстве фторопластов в 1975—1980 годы было проведено большое количество мероприятий для стадии получения фреона-22: освоены реакторы синтеза объёмом 6 м³, внедрены колонны ректификации диаметром 1200 мм, графитовые колонны на улавливание фтористого водорода, схемы непрерывного получения товарной смеси плавиковой и соляной кислот из газов синтеза. В 1984 году был осуществлён перевод процессов пиролиза и полимеризации на центральные щиты управления. С 1985 года все печи пиролиза мономера-4 перевели на пиролиз с паром, что увеличило конверсию фреона-22 на 14 %, а выход мономера — на 15 %. С целью удовлетворения пожеланий потребителей были освоены новые марки фторопласта-4 (Ф-4): свободносыпучего Ф-4А (не агрегирующегося в порошкообразном состоянии), немолотого Ф-4РБ, термообработанного Ф-4ТГ, тонкодисперсного (40, 20 мкм). Получило развитие изготовление изделий из фторопластов различными способами переработки; для каждого изделия и каждого фторопласта в каждом из процессов переработки требовалась своя оснастка, для разработки и производства которой был создан крупный инструментальный участок. За успехи в этой области предприятием было получено 80 медалей ВДНХ, по специальному заданию было изготовлено емкостное оборудование и запорная арматура для нейтринного телескопа на Баксанской обсерватории.
Расширение выпуска фторсодержащих сополимеров и фторкаучуков сдерживалось нехваткой приобретаемых фторэмульгаторов, поэтому в начале 1980-х годов был освоен выпуск олигомерных фторангидридов на основе окиси мономера-6 (М-О6). Соли, полученные из этих олигомеров, были эффективными эмульгаторами, их применение в производстве фторопластов-40, −42, −2М, −3М, −4Д позволило гомогенизировать процесс полимеризации и, как следствие, улучшило физико-механические свойства и повысило теплостойкость продукции, в ряде случаях для продуктов были уставлены новые марки: фторопласт-40Э, −42Э, −2МЭ, а также начат выпуск фторопласта-32Л (сополимера трифторхлорэтилена и фтористого винилидена). С 1984 года стали выпускать М-6 с содержанием основного вещества 99,999 %. В дополнение к освоенным ранее фторкаучукам СКФ-32 и СКФ-26 к 1981 году были получены марки СКФ-26НМ и СКФ-26ОНМ, что позволило обеспечить новым классом резин авиационную, космическую, радиационную технику. В 1982—1983 годах было закончено создание установок по сушке фторопласта-4Д в кипящем слое и по сушке фторопластов-3, −3М, −2М в аэрофонтаных сушилках.
Евгений Иванович активно поддерживал проводимые организованным на предприятии СКБ МТ работы в области медицинской техники. Были впервые в СССР разработаны и внедрены в клиническую практику усовершенствованные протезы клапана сердца — поворотно-дисковые (в начале 1980-х годов) и двустворчатые. При СКБ МТ была создана лаборатория искусственного сердца, в которой был создан образец искусственного сердца «Герц-02» в ранцевом исполнении, успешно импытанный в 1985 году.

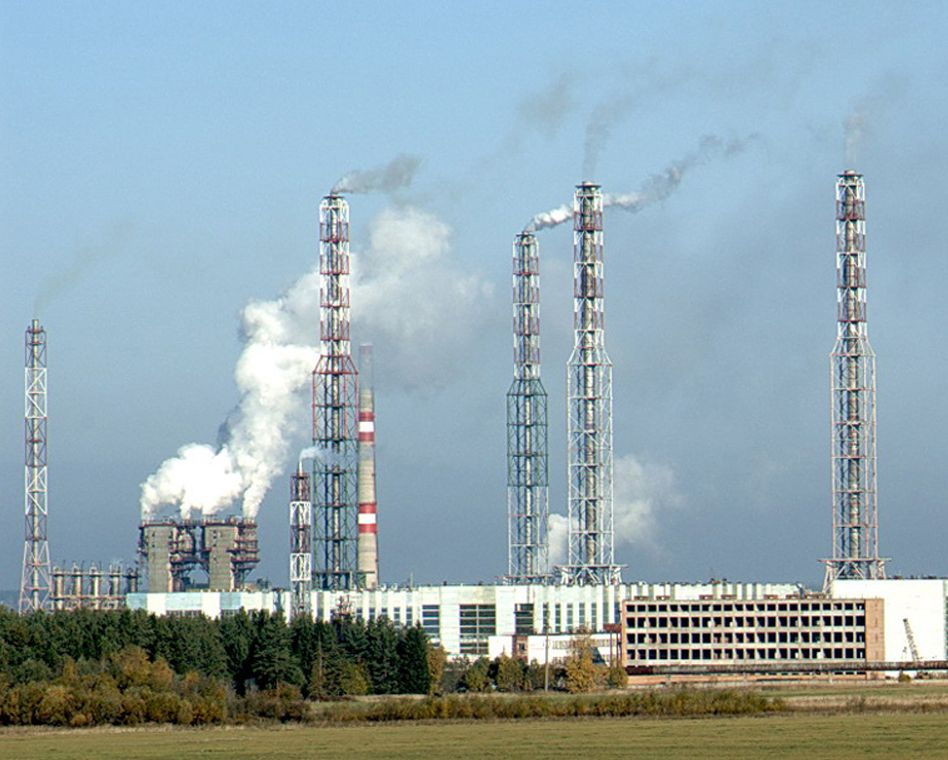
Завод минеральных удобрений КЧХК

Наиболее масштабные организационные задачи Е. И. Романовым были решены при создании ЗМУ — при вводе в строй действующих производств аммиачной селитры, азотной кислоты, аммиака и азотно-фосфорных удобрений. На первом этапе строительства ЗМУ была создана технологическая инфраструктура: запущены азотно-кислородная станция для покрытия потребности в криогенных продуктах и система азотопроводов , воздушно-компрессорная станция для обеспечения сжатым воздухом и система воздуховодов; были проложены газопроводы, по которым первый природный газ был принят 28 августа 1978 года; решены вопросы электроснабжения (построены ЛЭП-500 от Костромской ГРЭС и две крупные электроподстанции, с вводом которых в эксплуатацию Кировская областная энергосистема вошла в Единую энергосистему страны); были созданы объекты обеспечения производства паром и водой; была проведена полная реконструкция железнодорожной станции Чепецкая.
В производстве азотной кислоты её первая партия была получена на агрегате УКЛ-7-76 26 октября 1978 года, в 1979 году были запущены 2 аналогичных агрегата, в 1982 году — 2 более мощных агрегата АК-72. 28 декабря 1978 года был осуществлён выпуск первой кирово-чепецкой гранулированной аммиачной селитры. В феврале 1982 года был сдан в эксплуатацию 2-й агрегат АС-72.
Сложнейшим периодом в работе Е. И. Романова стало освоение выпуска аммиака. Его получение происходит по многостадийной схеме с множеством каталитических и других химических реакций, осуществляемых при очень высоких температуре и давлении. Для автоматизированного управления процессами 30 сентября 1980 года в эксплуатацию был принят первый на предприятии управляющий вычислительный комплекс М-6000. В начале 1982 года был запущен первый отечественный компрессор синтез-газа. 18 марта — получен первый кирово-чепецкий аммиак. Уже после ухода из жизни Евгения Ивановича, в 1983 году агрегат АМ-70 вышел на проектную мощность.

### Смерть
Е. И. Романов покончил с собой 25 августа 1982 года. В некрологе, опубликованном в газете «Кировская правда», органе Кировских обкома КПСС и облисполкома, было сказано:
…трагически погиб видный инженер, член обкома КПСС, депутат областного Совета народных депутатов, кандидат технических наук Евгений Иванович Романов.
Похоронен на аллее почётных захоронений кладбища Злобино в Кирово-Чепецке.

## Награды
- орден Октябрьской Революции
- два ордена Трудового Красного Знамени
- два ордена «Знак Почёта»